# Hrvoje Prćić
Hrvoje Prćić (Subotica, 22. svibnja 1954.)  hrvatski je književnik, rodom iz Vojvodine. Piše prozna djela i publicistiku, a prevodi i djela sa stranih jezika (preveo je Ostatke rata Josepha Brodskog).

## Životopis
Radi i u novinarstvu. Bio je višegodišnjim urednikom Siriusa, časopisa za znanstvenu fantastiku iz Zagreba.
Danas (stanje u srpnju 2008.) urednikom je National Geographica, izdanja na hrvatskom.
Sin je pisca Ive Prćića mlađeg, a unuk poznatog pisca i sakupljača narodnih pripovjedaka i pjesama bunjevačkih Hrvata, Ive Prćića.

## Vanjske poveznice
- Hrvatska riječ Intervju: Medij za globalno informiranje, 13. listopada 2003.